# Joseph Karl d’Ayasassa
Graf Joseph Karl d’Ayasassa (auch: Ayasa, * 1713 in Mons (heutiges Belgien); † 31. Mai 1779) war k.k. General der Kavallerie und Inhaber des Kürassier-Regiments Nr. 6. Er war einer der fähigsten Kavallerie-Generale des 18. Jahrhunderts.

## Leben
Er ging im Alter von 16 Jahren in k. k. Kriegsdienste und kam in das 4. Kürassier-Regiment. 1734 wurde er Fähnrich, 1738 Hauptmann und Kommandant einer Grenadierkompanie. 1746 wurde er als Major aggregiert und 1747 wirklicher Major. Bereits im Jahr 1751 war er Oberstleutnant der Serbeloni-Kürassiere. Im August 1752 zum Obersten und Kommandeur im Regiment befördert, kam er im Mai 1757 zum Hessen-Darmstadt-Dragoner Regiment Nr. 4.
D’Ayasassa kämpfte 1739 bei Krotzka, 1741 bei Mollwitz, wo sich sein Regiment unter General Römer tapfer schlug. Im Jahr 1742 zeichnete er sich im Treffen bei Sachay aus und kam 1743 zur Armee am Rhein. Er focht 1745 dann bei Soor.

### Siebenjähriger Krieg
In der Schlacht bei Kolin erwarb er sich das Ritterkreuz des Maria-Theresien-Ordens. Der Feind hatte das Infanterieregiment Puebla stark bedrängt, d’Ayasassa erkannte dies und attackierte mit seinen Dragonern den Gegner im vollen Galopp, sowohl in der Flanke als auch im Rücken. Trotz des mörderischen gegnerischen Feuers eroberte er in kürzester Zeit vier Geschütze, auch wurden die ersten Bataillone der feindlichen Leibgarde größtenteils niedergehauen. Nach dem Fall von Breslau eskortierte er die feindliche Garnison nach Groß-Glogau und wurde um diese Zeit zum General-Major befördert.
Bei dem Überfall auf Hochkirch zeichnete sich d’Ayasassa ebenfalls aus, indem er mit der ersten Linie der Karabiniere zu Pferde ein sehr vorteilhaftes Terrain wieder eroberte, von welchem drei kaiserliche Grenadier-Bataillone bereits gewichen waren. Er besetzt dieses und behauptete es standhaft. Am 17. September 1760 vertrieb er den König von Preußen aus der vorteilhaften Stellung zwischen Bögendorf und Kunzendorf. Dabei eroberte er zwei Kanonen und machte 200 Gefangene.
Auch in der blutigen Schlacht bei Torgau legte er große Übersicht, Entschlossenheit und Tapferkeit an den Tag. Er stand mit drei Grenadier-Bataillonen und zwölf Schwadronen Karabiniere auf der Anhöhe von Grosswitz und hatte Befehl den linken Flügel der Armee zu unterstützen. Als er diesem Auftrag gemäß im Beginn der Schlacht vorrückte, sah er, dass einige preußische Bataillone bereits angegriffen und die Truppen zum Weichen gebracht hatten. Er nahm sogleich seine drei Grenadier-Bataillone und das Regiment Erzherzog Ferdinand und führte sie in bester Ordnung und mit Geschwindigkeit gegen die Preußen. Diese zogen sich auf den ersten Angriff mit einer solchen Eile in den rückwärts liegenden Wald zurück, dass über 1000 gefangene Österreicher wieder ihre Freiheit erhielten. Gleich darauf griff die preußische Reiterei die Infanterie mit solchem Ungestüm an, dass sie bis in das dritte Regiment eindrang und vielen Schaden und Unordnung anrichtete. D’Ayasassa ließ sie durch den Major Ravizza zur gelegenen Zeit attackieren, sodass sie schnell zerstreut und in die Flucht geschlagen wurden. Kaum eine Viertelstunde später machte die preußische Infanterie erneut einen Angriff und brachte die Österreicher abermals zum Weichen. In dieser bedrohlichen Lage ritt d’Ayasassa eiligst zum Obersten Bosfort und beorderte vier Schwadronen augenblicklich zum Angriff. Diese rasche Attacke war so glücklich, dass die Feinde zurückgetrieben, 17 Fahnen und einige Kanonen erbeutet und 800 Mann gefangen genommen wurde. Dafür erhielt er das Kommandeurskreuz des Maria-Theresien-Ordens.

### Nach dem Krieg
Im Jahre 1762 zum Inhaber des Kürassier-Regiments Nr. 6 ernannt, wurde d’Ayasassa Kommandeur und bald danach am 25. Januar 1767 General der Kavallerie. 1771 war er kommandierender General in den Österreichischen Niederlanden, wo er die Machenschaften der Banquière Madame Nettine untersuchte. Später zum Inspektor der Kavallerie und kommandierenden General in Ungarn befördert, beschloss er 1779 seine ausgezeichnete Laufbahn. Er wirkte entscheidend an der Reorganisation der österreichischen Kavallerie nach dem Krieg mit.